# سوآسات
سوآسات (انگلیسی: Suaasat) نام سوپ سنتی کشور گرینلند است که معمولاً از گوشت خوک دریایی، نهنگ، گوزن شمالی یا پرندگان دریایی تهیه می‌شود و حاوی پیاز، سیب‌زمینی و برگِ بو است و بدان نمک و فلفل هم می‌زنند.